# Anki Lidén
Anna Catarina Lidén (født 5. april 1947), bedre kendt som Anki Lidén, er en svensk skuespillerinde. Hun blev uddannet på Teaterhögskolan i Malmö fra 1968 til 1971.
Lidén vandt i 2010 en Guldbagge for bedste kvindelige birolle i spillefilmen I taket lyser stjärnorna (2009), der er instrueret af Lisa Siwe.

## Privatliv
Sammen med Tommy Körberg har hun sønnen Anton Körberg (født 1977). Hun har været gift med forretningsfører Klas Bergling (født 1945) siden 1988.
Anki Lidén er mor til Tim Bergling, en musiker og DJ, bedre kendt som Avicii, der begik selvmord i 2018. Året efter grundlagde Anki Lidén fonden Tim Bergling Foundation med sin mand, der blandt andet har til formål at forebygge selvmord og psykisk sygdom.

## Udvalgt filmografi
- Vi er vel kammerater (1976)
- Jeg er med barn (1979)
- Manden der blev millionær (1980)
- Rosen (1984)
- Mit liv som hund (1985)
- Storstad (tv-serie, 1990-1991)
- Tre kronor (tv-serie, 1995)
- At være John-John (1996)
- Fødselsdagen (2000)
- Beck (tv-serie, 2002)
- Skeppsholmen (tv-serie, 2002-2004)
- Irene Huss (tv-serie, 2007-2011)
- Kongemordet (tv-serie, 2008)
- I taket lyser stjärnorna (2009)
- En rationel løsning (2009)
- Oskar, Oskar (2009)
- Solsidan (tv-serie, 2010)
- Mord i Skærgården (tv-serie, 2010-2018)
- Fjällbacka-mordene - Beskuerens øje (2012)
- Hot Nasty Teen (kortfilm, 2014)
- Modus (tv-serie, 2015)
- Rum 213 (2017)
- Conspiracy of Silence (tv-serie, 2018)
- Dating for voksne (tv-serie, 2020)